# Edith Tutsch-Bauer

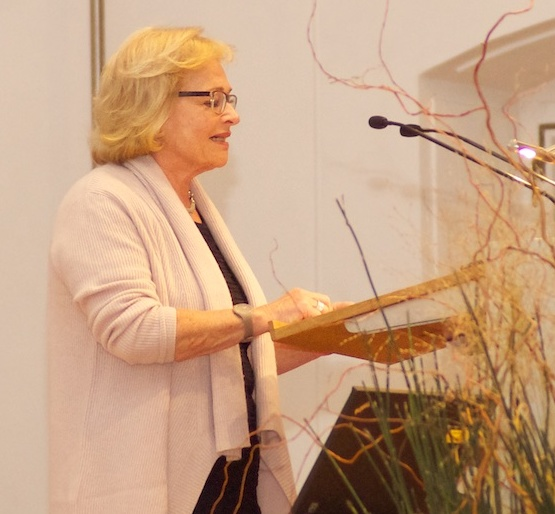
Edith Tutsch-Bauer, 3. November 2015

Edith Tutsch-Bauer (* 22. März 1952 in Amberg, Oberpfalz, Bayern) ist eine Rechtsmedizinerin und Hochschullehrerin.

## Leben
Sie studierte von 1971 bis 1978 Humanmedizin an der Ludwig-Maximilians-Universität München und wurde 1979 promoviert. Der Titel ihrer Dissertation trug den Titel Über das Quellungsverhalten von Gehirnen in Formalin. Ab 1978 war sie als Wissenschaftliche Assistentin am Institut für Rechtsmedizin der Universität München tätig, 1983 übernahm sie die Leitung der Abteilung Serologie. 1989 habilitierte sie sich mit der Arbeit Serologische identifizierungsmöglichkeiten bei Massenkatastrophen. 1997 erfolgte ihre Ernennung zur Universitätsprofessorin an der Universität München. 1998 wurde sie auf den Lehrstuhl für Gerichtliche Medizin an der Universität Salzburg (seit 2004: Interfakultärer Fachbereich Gerichtsmedizin und Forensische Neuropsychiatrie) berufen und lehrte bis zum Ruhestand Ende des Jahres 2016 auch an der Paracelsus Medizinische Privatuniversität. Ihr Wissenschaftsschwerpunkt war der gesamte Bereich der Kindesmisshandlung.
Außerdem war sie Angehörige des Akademischen Senates, Mitglied der Ethikkommission der Universität Salzburg sowie Vizepräsidentin der Österreichischen Gesellschaft für Gerichtliche Medizin (ÖGGM). 
Als Leiterin der Gerichtsmedizin Salzburg war sie für Stadt und Land Salzburg sowie Oberösterreich zuständig. Unter ihrer Leitung wurde die Gerichtsmedizin Salzburg als zweites Institut nach Innsbruck an die Österreichische Nationale DNA Datenbank eingegliedert.
Daneben war sie nach nationalen und internationalen Katastrophen und Kriegsverbrechen im Einsatz. So war sie mit der Identifizierungen von Opfern nach dem Brand im Tauerntunnel im Mai 1999 befasst und mit der Identifizierung von Kriegsopfern nach Exhumierung von Massengräbern im Auftrag des Internationalen Strafgerichtshofs für das ehemalige Jugoslawien in Den Haag anlässlich des UNO-Einsatzes im Kosovo im Oktober 1999. Ebenfalls hinzugezogen wurde sie nach der Brandkatastrophe in Kaprun im November 2000 mit 155 Toten, als Mitglied des Österreichischen DVI Teams (Disaster Victim Identification) nach der Tsunami-Katastrophe zur Obduktion und Identifizierung der Opfer in Thailand bzw. Sri Lanka im Januar 2005 sowie nach dem Einsturz der Eislaufhalle Bad Reichenhall im Januar 2006.
Privat unterstützt Tutsch-Bauer soziale Projekte wie Bauern helfen Bauern zum Wiederaufbau im Kosovo oder der Tsunami-Gebiete in Sri Lanka.

## Auszeichnungen
- 2016: Wappenmedaille der Stadt Salzburg in Gold für ihre Verdienste um die Stadt Salzburg
- Im Studienjahr 2011/12 wurde sie von den Studierenden der Humanmedizin an der Paracelsus Medizinische Privatuniversität zum teacher of the year gewählt
- 2001: Salzburgerin des Jahres der Zeitung Salzburger Fenster
- 2000: Silbernes Ehrenzeichen des Landes Salzburg für ihren Einsatz während des Seilbahnunglücks von Kaprun[6]

## Veröffentlichungen
- Christoph Brandhuber, Edith Tutsch-Bauer: Kräuterkunst und Knochensäge : Medizin am Hof der Salzburger Barockfürsten Muery Salzmann, Wien 2015, ISBN 978-3-99014-120-5
- Serologische Identifizierungsmöglichkeiten bei Massenkatastrophen. Habilitationsschrift, 1989
- Über das Quellungsverhalten von Gehirnen in Formalin. Universität München, Fachbereich Medizin, Diss., 1979